# Umehara Ryūzaburō

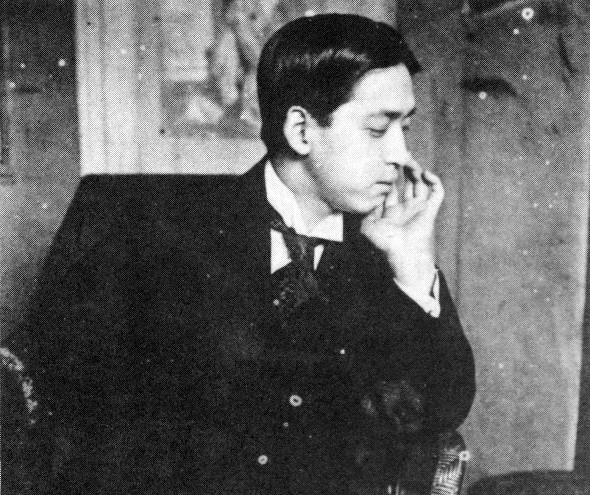
Umehara, 1910 in Paris

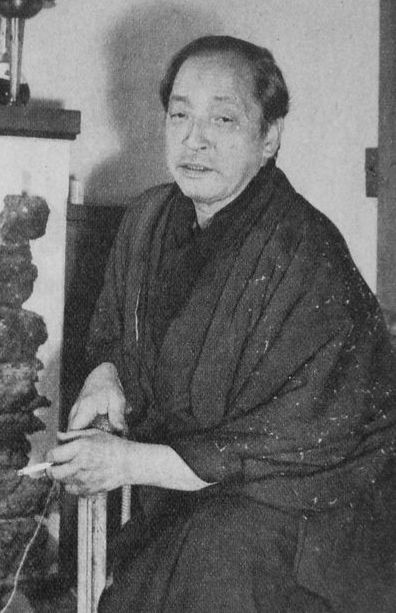
Umehara, 1953

Umehara Ryūzaburō (japanisch 梅原 龍三郎, auch 梅原 竜三郎; geb. 9. März 1888 in Kyōto; gest. 16. Januar 1986) war ein japanischer Maler der Yōga-Richtung in der Taishō- und Shōwa-Zeit.

## Leben und Werk
Umeharas Familie betrieb ein Geschäft mit Kimono-Stoffen und deren Färberei. So war er von Kindheit auf an Design und Farben gewöhnt. 1909 verließ er die Schule und besuchte das „Shōgo-Institut für westliche Kunst“ (聖護院洋画研究所, Shōgo-in Yōga kenkyūjo), das später zur „Kunstakademie Kansai“ (関西武術院, Kansai bijutsu-in) wurde. Dort studierte er zusammen mit seinem gleichaltrigen Freund Yasui Sōtarō Malerei unter Asai Chū.
1908 ging Umehara nach Frankreich, wo er an der Académie Julian studierte. Beeindruckt von den Gemälden Renoirs besuchte er den Künstler in Cagnes, wo dieser ihn zu seiner Freunde anleitete. Umehara blieb fünf Jahre in Europa und besuchte in diesen Jahren auch Italien und Spanien. Der große Einfluss Renoirs blieb, aber er orientierte sich auch an Gauguin, Matisse und Nolde. Zu den Bildern, die in dieser Zeit entstanden, gehören Selbstporträts (自画像, jigazō; 1911, 1912), „Das goldene Halsband“ (黄金の首飾り, Ōgōn kubikazari; 1913) und „Narziß“ (ナルシス, Narushisu; 1913). Nach seiner Rückkehr ließ er sich in Tokio nieder und stellte dort eine große Zahl Bilder, die in Europa entstanden waren, im „Kanda Venus Club“ aus und beeindruckte damit die japanischen Kunst-Kenner.
1914 gehörte Umehara zu den Gründern der Künstlervereinigung Nika-kai (二科会), verließ die Vereinigung aber schon 1917. 1929 ging er wieder für ein Jahr nach Frankreich. 1922 wurde er Gründungsmitglied der Künstlervereinigung Shun’yōkai (春陽会), 1926 wurde er einer der Leiter der Abteilung für westliche Malerei in der „Nationalen Gesellschaft für kreative Malerei“ (国画創作協会, Kokuga sōsaku kyōkai). Als 1928 die Abteilung für traditionelle Malerei aufgegeben wurde, änderte man den Namen dieser Gesellschaft in „Nationale Gesellschaft für Malerei“ (国画会, Kokuga-kai), in der Umehara noch lange führendes Mitglied blieb.
Um 1934 begann Umehara mit einer Mischung aus Ölfarben und Mineralfarben zu experimentieren, vollzog auch im Malstil eine Verbindung von traditioneller und westlicher Malerei. Zu den Landschaftsbildern aus dieser Zeit zählen Sakurajima (桜島, 1935), Kirishima (霧島, 1936) und die während seines Aufenthaltes in Peking von 1939 bis 1943, also während der japanischen Besatzungszeit, gemalten Bilder wie „Die Verbotene Stadt in Peking“ (紫禁城, Shikinjō; 1940), „Herbsthimmel über Peking“ (北京秋天, Pekin shūten; 1942) und figürliche Darstellungen wie „Akt am Bambus-Fenster“ (竹窓裸婦, Chikusō rafu; 1935) und „Akt und Fächer“ (裸婦扇, Rafu ōgi; 1937). 1944 wurde Umehara als „Künstler am Kaiserhof“ (帝室技芸員, Teishitsu gigei-in) ausgezeichnet. Im selben Jahr wurde er Lehrer an der „Kunsthochschule Tokyo“ (東京美術学校, Tōkyō bijutsu gakkō), der späteren Geidai, wo er in den folgenden acht Jahren zahlreiche Schüler unterrichtete.
Nach dem Zweiten Weltkrieg vereinfachte er seine Malweise, wie eine Serie von Landschaftsbildern mit dem Fuji und dem Asama zeigt. Dazu kommen Bilder, vor allem von Cannes, die während seiner wiederholten Reisen nach Europa entstanden sind. 1952 wurde Umehara als  Person mit besonderen kulturellen Verdiensten geehrt und, wie auch sein Freund Yasui, mit dem japanischen Kulturorden ausgezeichnet. 1956 wurde ihm der Asahi-Preis verliehen. 
Umeharas Bildaufbau war europäisch, vor allem seine späten Werke zeigen in der Ausführung verstärkt traditionelles japanisches Empfinden.